# Asociación Norteamericana de Boxeo
La Asociación Norteamericana de Boxeo, llamada en inglés North American Boxing Association (NABA), es una federación deportiva de boxeo fundada en 1997. Está afiliada a la Asociación Mundial de Boxeo (AMB) y tiene diecisiete títulos a repartir por categoría de peso.